# Olivvisslare
Olivvisslare (Pachycephala olivacea) är en fågel i familjen visslare inom ordningen tättingar.

## Utseende och läte
Olivvisslaren är en kraftigt byggd brunaktig fågel. Grått huvud och vit strupe kontrasterar med grönaktig rygg. Ett ljusgrått bröstband skiljer den vita strupen från fylligt olivbrunt på buken. Den är mycket större än guldvisslaren som har gult under stjärten och mindre tydligt vitt på strupen. Fågeln har många läten, alla lugnt och mjukt avgivna ljudliga klara visslingar.

## Utbredning och systematik
Olivvisslare delas in i fem underarter:
- Pachycephala olivacea macphersoniana – förekommer i östra Australien, från sydöstra Queensland till centrala New South Wales
- Pachycephala olivacea olivacea – förekommer i sydöstra Australien, från sydöstra New South Wales till centrala och östra Victoria
- Pachycephala olivacea bathychroa – förekommer i bergsområdena Otway och Strzelecki i södra Victoria
- Pachycephala olivacea apatetes – förekommer på Tasmanien, King Island och Flinders Island
- Pachycephala olivacea hesperus – förekommer i sydöstra South Australia och angränsande delar av sydvästra Victoria

## Status och hot
Arten har ett stort utbredningsområde, men tros minska i antal, dock inte tillräckligt kraftigt för att den ska betraktas som hotad. Internationella naturvårdsunionen IUCN listar arten som livskraftig (LC).